# Nuoto in acque libere ai campionati mondiali di nuoto 2025 - 5 km maschili
La gara dei 5 km in acque libere maschile dei campionati mondiali di nuoto 2025 è stata disputata il 18 luglio 2025 nelle acque dell'Isola di Sentosa a Singapore, a partire dalle ore 04:00. Vi hanno preso parte 85 atleti provenienti da 51 nazioni.
La competizione è stata vinta dal nuotatore tedesco Florian Wellbrock, mentre l'argento e il bronzo sono andati rispettivamente all'italiano Gregorio Paltrinieri e al francese Marc-Antoine Olivier.

## Risultati
| Pos.    | Atleta                       | Nazionalità                 | Tempo     |
| ------- | ---------------------------- | --------------------------- | --------- |
| Oro     | Florian Wellbrock            | Germania                    | 57'26"4   |
| Argento | Gregorio Paltrinieri         | Italia                      | 57'29"3   |
| Bronzo  | Marc-Antoine Olivier         | Francia                     | 57'30"4   |
| 4       | Marcello Guidi               | Italia                      | 57'32"3   |
| 5       | Denis Adeev                  | Atleti Neutrali Autorizzati | 57'37"2   |
| 6       | Dávid Betlehem               | Ungheria                    | 57'37"2   |
| 7       | Kyle Lee                     | Australia                   | 57'39"6   |
| 8       | Luca Karl                    | Austria                     | 57'42"0   |
| 9       | Oliver Klemet                | Germania                    | 57'42"2   |
| 10      | Thomas Raymond               | Australia                   | 57'47"2   |
| 11      | Paul Niederberger            | Svizzera                    | 58'03"9   |
| 12      | Matheus Melecchi             | Brasile                     | 58'04"6   |
| 13      | Eric Brown                   | Canada                      | 58'08"6   |
| 14      | Kristóf Rasovszky            | Ungheria                    | 58'08"8   |
| 15      | Martin Straka                | Rep. Ceca                   | 58'12"5   |
| 16      | Ratthawit Thammananthachote  | Thailandia                  | 58'13"7   |
| 17      | Dylan Gravley                | Stati Uniti                 | 58'15"9   |
| 18      | Athanasios Kynigakis         | Grecia                      | 58'24"3   |
| 19      | Sacha Velly                  | Francia                     | 58'37"5   |
| 20      | Ivan Puskovitch              | Stati Uniti                 | 1h00'26"3 |
| 21      | Christian Schreiber          | Svizzera                    | 1h00'27"7 |
| 22      | Piotr Woźniak                | Polonia                     | 1h00'31"6 |
| 23      | Esteban Enderica             | Ecuador                     | 1h00'56"0 |
| 24      | Zhang Jinhou                 | Cina                        | 1h00'56"0 |
| 25      | Kaito Tsujimori              | Giappone                    | 1h01'00"2 |
| 26      | Lan Tianchen                 | Cina                        | 1h01'01"8 |
| 27      | Lev Cherepanov               | Kazakistan                  | 1h01'03"8 |
| 28      | Park Jae-hun                 | Brasile                     | 1h01'03"9 |
| 29      | Savelli Luzin                | Atleti Neutrali Autorizzati | 1h01'04"9 |
| 30      | Diogo Cardoso                | Portogallo                  | 1h01'06"7 |
| 31      | Ronaldo Zambrano             | Venezuela                   | 1h01'08"9 |
| 32      | David Farinango              | Ecuador                     | 1h01'09"2 |
| 33      | Bartosz Kapała               | Polonia                     | 1h01'21"9 |
| 34      | Oh Se-beom                   | Corea del Sud               | 1h01'22"4 |
| 35      | Matthew Caldwell             | Sudafrica                   | 1h01'23"8 |
| 36      | Diego Vera                   | Venezuela                   | 1h01'24"0 |
| 37      | Diego Obele                  | Messico                     | 1h01'24"0 |
| 38      | Connor Buck                  | Sudafrica                   | 1h01'26"3 |
| 39      | Riku Takaki                  | Giappone                    | 1h01'26"9 |
| 40      | Logan Vanhuys                | Belgio                      | 1h02'10"5 |
| 41      | Adrián Ywanaga               | Perù                        | 1h02'15"4 |
| 42      | Jamarr Bruno                 | Porto Rico                  | 1h02'40"8 |
| 43      | José Barrios                 | Guatemala                   | 1h02'41"2 |
| 44      | Atakan Ercan                 | Turchia                     | 1h02'41"2 |
| 45      | Diego Dulieu                 | Honduras                    | 1h02'41"9 |
| 46      | Su Bo-ling                   | Taipei cinese               | 1h02'42"1 |
| 47      | Konstantinos Chourdakis      | Grecia                      | 1h02'43"1 |
| 48      | Emre Sarp Zeytinoğlu         | Turchia                     | 1h02'43"8 |
| 49      | Nico Esslinger               | Namibia                     | 1h02'47"9 |
| 50      | Théo Druenne                 | Monaco                      | 1h02'51"9 |
| 51      | Jeison Rojas                 | Costa Rica                  | 1h02'54"0 |
| 52      | Tiago Campos                 | Portogallo                  | 1h03'27"9 |
| 53      | Tsao Jun-yan                 | Taipei cinese               | 1h03'31"5 |
| 54      | Esteban Faure                | Monaco                      | 1h03'47"1 |
| 55      | Ilias El Fallaki             | Marocco                     | 1h03'47"4 |
| 56      | Grgo Mujan                   | Croazia                     | 1h03'55"5 |
| 57      | Alan González                | Messico                     | 1h04'12"3 |
| 58      | Keith Sin                    | Hong Kong                   | 1h04'19"0 |
| 59      | Mochammad Akbar Putra Taufik | Indonesia                   | 1h04'27"6 |
| 60      | Prashans Hiremagalur         | India                       | 1h04'27"7 |
| 61      | Richard Urban                | Slovacchia                  | 1h04'57"5 |
| 62      | Tomáš Peciar                 | Slovacchia                  | 1h07'01"8 |
| 63      | Nithikorn Jeampiriyakul      | Thailandia                  | 1h07'19"0 |
| 64      | Chan Tsun Hin                | Hong Kong                   | 1h07'20"3 |
| 65      | Oscar Garcia                 | Guatemala                   | 1h07'22"1 |
| 66      | Damien Payet                 | Seychelles                  | 1h07'22"5 |
| 67      | Dhrupad Ramakrishna          | India                       | 1h07'25"1 |
| 68      | Luke Tan                     | Singapore                   | 1h07'26"9 |
| 69      | Dilanka Shehan               | Sri Lanka                   | 1h07'32"5 |
| 70      | Juan Núñez                   | Rep. Dominicana             | 1h09'07"7 |
| 71      | Percy Escobar                | Bolivia                     | 1h11'26"2 |
| 72      | Tharusha Perera              | Sri Lanka                   | 1h11'26"6 |
| 73      | Joaquín Estigarribia         | Paraguay                    | 1h11'28"6 |
| 74      | Ian Leong                    | Singapore                   | 1h11'34"8 |
| -       | Jayden De Swardt             | Zimbabwe                    | OTL       |
| -       | Tristan Neil                 | Namibia                     | OTL       |
| -       | Connor Grist                 | Zimbabwe                    | DNF       |
| -       | David Padre                  | Angola                      | DNF       |
| -       | Igbaal Bayusuf               | Kenya                       | DNF       |
| -       | Benjamin Lutaaya             | Uganda                      | DNF       |
| -       | Benco Van Rooyen             | Botswana                    | DNF       |
| -       | Galymzhan Balabek            | Kazakistan                  | DNF       |
| -       | Marin Mogić                  | Croazia                     | DNF       |
| -       | Diego Solano                 | Bolivia                     | DNF       |
| -       | Hamza Kassim                 | Kenya                       | DNF       |
| -       | Luiz Loureiro                | Brasile                     | DNS       |
| -       | Rami Rahmouni                | Tunisia                     | DNS       |